# Kejsarspindling
Kejsarspindling (Cortinarius elegantissimus) är en svampart som beskrevs av Rob. Henry 1989. Kejsarspindling ingår i släktet Cortinarius och familjen spindlingar.  Arten är reproducerande i Sverige. Inga underarter finns listade i Catalogue of Life.